# Scione rufescens
Scione rufescens är en tvåvingeart som först beskrevs av Ricardo 1900.  Scione rufescens ingår i släktet Scione och familjen bromsar. Inga underarter finns listade i Catalogue of Life.